# Nasrinsotoudehichthys
Nasrinsotoudehichthys è un genere estinto di pesci ossei appartenente alla superfamiglia Caturoidea, dell'ordine Amiiformes. Questo genere è noto esclusivamente da esemplari fossili rinvenuti nel bacino di Zandt, in Baviera, Germania. I fossili risalgono al Giurassico superiore (Tironiano inferiore).

## Etimologia
Il nome del genere è stato dedicato all'avvocata iraniana Nasrin Sotoudeh, celebre per il suo impegno nella difesa dei diritti umani. Nel 2012 ha ricevuto il Premio Sakharov per la libertà di pensiero e nel 2020 il Right Livelihood Award. Il nome è stato scelto per onorare il suo coraggio e la sua determinazione.

## Tassonomia e specie
L’unica specie attualmente assegnata al genere è Nasrinsotoudehichthys sprattiformis, precedentemente descritta nel 1863 come Liodesmus sprattiformis. Tutti gli esemplari noti di questa specie provengono dal bacino di Zandt e sono riferiti all’orizzonte stratigrafico noto come eiseltigense α.

## Descrizione
Nasrinsotoudehichthys sprattiformis è un piccolo pesce lungo non oltre 20 centimetri, caratterizzato da un insieme di tratti morfologici distintivi. Il corpo è relativamente slanciato, con una profondità pari al 19–32% della lunghezza standard. Il cranio presenta quattro ossa infraorbitali, con l’elemento dorsale rivolto posterodorsalmente, e due suborbitali. È presente un solo extrascapolare posteriore, privo di dentellatura. Le ossa sopraorbitali sono tre o quattro, con il primo che si estende per circa metà della lunghezza dell’occhio. Non è presente l’anello sclerotico.
La parte anteriore della mandibola è leggermente incurvata ventralmente. I denti, presenti su mascella e dentario, sono piccoli. La mascella aumenta gradualmente in larghezza verso la parte posteriore e presenta una lieve incisione postmascellare. Il processo postmascellare non porta denti. Le scaglie sono amioidi e sono distribuite in circa 40–41 file verticali fino alla pinna dorsale e circa 80 fino alla pinna caudale. I fulcri marginali sono presenti su tutte le pinne, ma solo negli esemplari adulti.
La pinna dorsale è corta e misura circa il 20% della lunghezza standard, sostenuta da 16–17 pterigiofori. La pinna anale presenta 6–7 pterigiofori. La pinna caudale è forcuta, con circa 28–30 raggi segmentati. Sono presenti circa 16 branchiostegali.

## Classificazione
Nasrinsotoudehichthys è incluso all’interno della superfamiglia Caturoidea, nel contesto dell’ordine Amiiformes. Questa attribuzione si basa sulla presenza di tratti anatomici peculiari come l’assenza di centri vertebrali solidamente ossificati, l’elevato numero di supraneurali (tra 19 e 27), le spine neurali ed emali pre-urali fortemente inclinate in direzione orizzontale nella regione del peduncolo caudale, e la presenza di denti con cappucci acrodini fortemente carenati.

## Stato dei fossili
Gli esemplari originali descritti da Wagner come Liodesmus sprattiformis sono oggi perduti. Sono però conservati alcuni calchi presso il Natural History Museum di Londra (es. NHMUK PV OR 37367 e NHMUK PV OR 37998), il che ha reso necessaria la designazione di un neotipo.

## Importanza paleontologica
Nasrinsotoudehichthys sprattiformis rappresenta un'importante testimonianza della diversità dei pesci ossei durante il Giurassico superiore europeo. La sua distribuzione geografica ristretta e le sue caratteristiche morfologiche offrono preziosi indizi sull’evoluzione dei Caturoidea e, più in generale, degli Amiiformes.